# Funhouse Tour
Tournées par P!nk
I'm Not Dead Tour
(2006-2007) Funhouse Summer Carnival Tour
(2010)
Le Funhouse Tour est la quatrième tournée de la chanteuse américaine P!nk. Basée sur son cinquième album studio Funhouse (2008), c'est une tournée internationale, en 4 parties (Europe, Australie, Amérique du Nord, Europe). C'est sa tournée la plus longue jusqu'alors, en durée et en nombre de dates.
Le DVD et le Blu-Ray de la tournée sont sortis le 26 octobre 2009.

## Premières parties
- Raygun : première partie européenne[1]
- Faker : Australie (certaines dates)[2],[3]
- Evermore : Australie et deuxième partie européenne (certaines dates)[3]
- The Ting Tings : Amérique du Nord[4]

## Troupe
- P!nk : chant, piano, batterie, guitare, danse, acrobaties
- Jason Chapman, Paul Mirkovich (en fonction des dates) : direction musicale, arrangements et piano
- Justin Derrico : guitare
- Kat Lucas : guitare, piano et voix
- Eva Gardner : basse, contrebasse, cajón
- Mark Schulman : batterie, violoncelle
- Jessy Green : violon, voix
- Stacy Campbell : voix
- Jenny Douglas Mc-Rae : voix
- Alison Faulk : chorégraphie, danse
- Leo Moctezuma: chorégraphie, danse
- Reina Hildago : danse
- Addie Yungmee: danse
- Nikki Tuazon : danse
- Sébastien Stella : acrobaties

## Liste des chansons
| Étape 1 - Europe | Étape 1 - Europe | Étape 1 - Europe |
| --- | --- | --- |
| \| 1. Bad Influence 2. Just Like a Pill 3. Who Knew 4. Ave Mary A 5. Don't Let Me Get Me 6. I Touch Myself (reprise de Divinyls) 7. Please Don't Leave Me 8. U + Ur Hand 9. Leave Me Alone (I'm Lonely) 10. So What 11. Family Portrait 12. I Don't Believe You 13. Crystal Ball 14. Trouble 15. Babe I'm Gonna Leave You (reprise de Led Zeppelin) 16. Sober 17. Bohemian Rhapsody (reprise de Queen) 18. Funhouse 19. Crazy (reprise de Gnarls Barkley) Encore 1. Get the Party Started 2. God Is a DJ (vidéo d'interlude) 3. Glitter in the Air \| Exception pour la première date à Nice[5] : 1. Bad Influence 2. Just Like a Pill 3. Who Knew 4. Please Don't Leave Me 5. It's All Your Fault 6. I Touch Myself (reprise de Divinyls) 7. One Foot Wrong 8. U + Ur Hand 9. Ave Mary A 10. Leave Me Alone (I'm Lonely) 11. So What 12. Family Portrait 13. I Don't Believe You 14. Crystal Ball 15. Trouble 16. Babe I'm Gonna Leave You (reprise de Led Zeppelin) 17. Sober 18. Bohemian Rhapsody (reprise de Queen) 19. Funhouse 20. Crazy (reprise de Gnarls Barkley) Encore 1. Get the Party Started 2. Glitter in the Air \| | | |
| Étape 2 - Australie | Étape 3 - Amérique du Nord | Étape 4 - Europe |
| 1. Bad Influence 2. Just Like a Pill 3. It's All Your Fault (seulement le 30 juin) 4. Who Knew 5. Ave Mary A (hormis les 13 et 30 juin) 6. Don't Let Me Get Me 7. I Touch Myself (reprise de Divinyls) 8. Please Don't Leave Me 9. U + Ur Hand 10. Leave Me Alone (I'm Lonely) 11. So What 12. Family Portrait 13. I Don't Believe You 14. Crystal Ball (hormis le 25 août) → Dear Mr. President (seulement le 25 août) 15. Trouble 16. Babe I'm Gonna Leave You (reprise de Led Zeppelin) 17. Sober (hormis le 20 juin) 18. Bohemian Rhapsody (reprise de Queen) 19. Funhouse 20. Crazy (reprise de Gnarls Barkley) Encore 1. Get the Party Started 2. God Is a DJ (vidéo d'interlude) 3. Glitter in the Air (hormis les 16 et 20 juin) | 1. Bad Influence 2. Just Like a Pill 3. Who Knew 4. Don't Let Me Get Me 5. I Touch Myself (reprise de Divinyls) 6. Please Don't Leave Me 7. U + Ur Hand 8. Leave Me Alone (I'm Lonely) 9. So What 10. Family Portrait 11. I Don't Believe You 12. Dear Mr. President 13. Trouble 14. Babe I'm Gonna Leave You (reprise de Led Zeppelin) 15. Sober 16. Bohemian Rhapsody (reprise de Queen) 17. Funhouse 18. Crazy (reprise de Gnarls Barkley) Encore 1. Get the Party Started 2. God Is a DJ (vidéo d'interlude) 3. Glitter in the Air                                   | 1. Bad Influence 2. Just Like a Pill 3. Who Knew 4. Ave Mary A (certaines dates) 5. Don't Let Me Get Me 6. I Touch Myself (reprise de Divinyls) 7. Please Don't Leave Me 8. U + Ur Hand 9. Leave Me Alone (I'm Lonely) 10. So What 11. Family Portrait 12. I Don't Believe You 13. Dear Mr. President (seulement les 25 et 30 octobre et les 7 et 23 novembre) 14. Crystal Ball (hormis les 24, 25 et 30 octobre) 15. Trouble 16. Babe I'm Gonna Leave You (reprise de Led Zeppelin) 17. Sober (hormis le 10 novembre et le 15 décembre) 18. Bohemian Rhapsody (reprise de Queen) 19. Funhouse 20. Stupid Girls 21. Crazy (reprise de Gnarls Barkley) Encore 1. Get the Party Started 2. God Is a DJ (vidéo d'interlude) 3. Glitter in the Air |
| 1. Bad Influence 2. Just Like a Pill 3. Who Knew 4. Ave Mary A 5. Don't Let Me Get Me 6. I Touch Myself (reprise de Divinyls) 7. Please Don't Leave Me 8. U + Ur Hand 9. Leave Me Alone (I'm Lonely) 10. So What 11. Family Portrait 12. I Don't Believe You 13. Crystal Ball 14. Trouble 15. Babe I'm Gonna Leave You (reprise de Led Zeppelin) 16. Sober 17. Bohemian Rhapsody (reprise de Queen) 18. Funhouse 19. Crazy (reprise de Gnarls Barkley) Encore 1. Get the Party Started 2. God Is a DJ (vidéo d'interlude) 3. Glitter in the Air | Exception pour la première date à Nice : 1. Bad Influence 2. Just Like a Pill 3. Who Knew 4. Please Don't Leave Me 5. It's All Your Fault 6. I Touch Myself (reprise de Divinyls) 7. One Foot Wrong 8. U + Ur Hand 9. Ave Mary A 10. Leave Me Alone (I'm Lonely) 11. So What 12. Family Portrait 13. I Don't Believe You 14. Crystal Ball 15. Trouble 16. Babe I'm Gonna Leave You (reprise de Led Zeppelin) 17. Sober 18. Bohemian Rhapsody (reprise de Queen) 19. Funhouse 20. Crazy (reprise de Gnarls Barkley) Encore 1. Get the Party Started 2. Glitter in the Air | |

### Informations complémentaires
- Pendant le concert du 23 août au WIN Entertainment Centre à Wollongong, l'équipe de la tournée et les danseurs ont fait une danse improvisée sur la chanson de Michael Jackson, Thriller, pour rendre hommage au chanteur décédé quelques semaines plus tôt.

## Dates de la tournée
| Date                       | Ville            | Pays               | Lieu                                      | Première partie  |
| Étape 1 — Europe           | Étape 1 — Europe | Étape 1 — Europe   | Étape 1 — Europe                          | Étape 1 — Europe |
| -------------------------- | ---------------- | ------------------ | ----------------------------------------- | ---------------- |
| 24 février 2009            | Nice             | France             | Palais Nikaia                             | Raygun           |
| 26 février 2009            | Anvers           | Belgique           | Palais des Sports d'Anvers                | Raygun           |
| 28 février 2009            | Rotterdam        | Pays-Bas           | Ahoy Rotterdam                            | Raygun           |
| 1er mars 2009              | Rotterdam        | Pays-Bas           | Ahoy Rotterdam                            | Raygun           |
| 5 mars 2009                | Ratisbonne       | Allemagne          | Donau Arena                               | Raygun           |
| 6 mars 2009                | Friedrichshafen  | Allemagne          | Messe Friedrichshafen                     | Raygun           |
| 8 mars 2009                | Oberhausen       | Allemagne          | König Pilsener Arena                      | Raygun           |
| 9 mars 2009                | Paris            | France             | Palais omnisports de Paris-Bercy          | Raygun           |
| 12 mars 2009               | Mannheim         | Allemagne          | SAP Arena                                 | Raygun           |
| 14 mars 2009               | Stuttgart        | Allemagne          | Hanns-Martin-Schleyer-Halle               | Raygun           |
| 17 mars 2009               | Leipzig          | Allemagne          | Arena Leipzig                             | Raygun           |
| 18 mars 2009               | Berlin           | Allemagne          | O2 World                                  | Raygun           |
| 21 mars 2009               | Genève           | Suisse             | SEG Geneva Arena                          | Raygun           |
| 22 mars 2009               | Zurich           | Suisse             | Hallenstadion                             | Raygun           |
| 24 mars 2009               | Budapest         | Hongrie            | Budapest Sports Arena                     | Raygun           |
| 25 mars 2009               | Vienne           | Autriche           | Wiener Stadthalle                         | Raygun           |
| 27 mars 2009               | Francfort        | Allemagne          | Festhalle Frankfurt                       | Raygun           |
| 28 mars 2009               | Nuremberg        | Allemagne          | Nuremberg Arena                           | Raygun           |
| 30 mars 2009               | Cologne          | Allemagne          | Lanxess Arena                             | Raygun           |
| 1er avril 2009             | Hambourg         | Allemagne          | O2 World Hamburg                          | Raygun           |
| 2 avril 2009               | Hambourg         | Allemagne          | O2 World Hamburg                          | Raygun           |
| 4 avril 2009               | Hanovre          | Allemagne          | TUI Arena                                 | Raygun           |
| 6 avril 2009               | Munich           | Allemagne          | Olympiahalle                              | Raygun           |
| 7 avril 2009               | Munich           | Allemagne          | Olympiahalle                              | Raygun           |
| 8 avril 2009               | Dortmund         | Allemagne          | Westfalenhalle                            | Raygun           |
| 11 avril 2009              | Glasgow          | Royaume-Uni        | Scottish Exhibition and Conference Centre | Raygun           |
| 12 avril 2009              | Glasgow          | Royaume-Uni        | Scottish Exhibition and Conference Centre | Raygun           |
| 13 avril 2009              | Aberdeen         | Royaume-Uni        | Press & Journal Arena                     | Raygun           |
| 16 avril 2009              | Birmingham       | Royaume-Uni        | National Indoor Arena                     | Raygun           |
| 17 avril 2009              | Birmingham       | Royaume-Uni        | National Indoor Arena                     | Raygun           |
| 19 avril 2009              | Dublin           | Irlande            | The O2                                    | Raygun           |
| 20 avril 2009              | Dublin           | Irlande            | The O2                                    | Raygun           |
| 22 avril 2009              | Belfast          | Royaume-Uni        | Odyssey Arena                             | Raygun           |
| 23 avril 2009              | Belfast          | Royaume-Uni        | Odyssey Arena                             | Raygun           |
| 25 avril 2009              | Manchester       | Royaume-Uni        | Manchester Evening News Arena             | Raygun           |
| 26 avril 2009              | Manchester       | Royaume-Uni        | Manchester Evening News Arena             | Raygun           |
| 28 avril 2009              | Newcastle        | Royaume-Uni        | Metro Radio Arena                         | Raygun           |
| 29 avril 2009              | Liverpool        | Royaume-Uni        | Liverpool Echo Arena                      | Raygun           |
| 1er mai 2009               | Londres          | Royaume-Uni        | O2 Arena                                  | Raygun           |
| 2 mai 2009                 | Londres          | Royaume-Uni        | O2 Arena                                  | Raygun           |
| 4 mai 2009                 | Londres          | Royaume-Uni        | O2 Arena                                  | Raygun           |
| Étape 2 — Australie        |                  |                    |                                           |                  |
| 22 mai 2009                | Perth            | Australie          | Burswood Dome                             | Faker            |
| 23 mai 2009                | Perth            | Australie          | Burswood Dome                             | Faker            |
| 26 mai 2009                | Adélaïde         | Australie          | Adelaide Entertainment Centre             | Faker            |
| 27 mai 2009                | Adélaïde         | Australie          | Adelaide Entertainment Centre             | Faker            |
| 30 mai 2009                | Melbourne        | Australie          | Rod Laver Arena                           | Faker            |
| 31 mai 2009                | Melbourne        | Australie          | Rod Laver Arena                           | Faker            |
| 3 juin 2009                | Newcastle        | Australie          | Newcastle Entertainment Centre            | Faker            |
| 4 juin 2009                | Newcastle        | Australie          | Newcastle Entertainment Centre            | Faker            |
| 6 juin 2009                | Sydney           | Australie          | Sydney Entertainment Centre               | Faker            |
| 7 juin 2009                | Sydney           | Australie          | Sydney Entertainment Centre               | Faker            |
| 9 juin 2009                | Sydney           | Australie          | Sydney Entertainment Centre               | Faker            |
| 10 juin 2009               | Sydney           | Australie          | Sydney Entertainment Centre               | Faker            |
| 12 juin 2009               | Brisbane         | Australie          | Brisbane Entertainment Centre             | Faker            |
| 13 juin 2009               | Brisbane         | Australie          | Brisbane Entertainment Centre             | Faker            |
| 15 juin 2009               | Brisbane         | Australie          | Brisbane Entertainment Centre             | Faker            |
| 16 juin 2009               | Brisbane         | Australie          | Brisbane Entertainment Centre             | Faker            |
| 18 juin 2009               | Melbourne        | Australie          | Rod Laver Arena                           | Faker            |
| 20 juin 2009               | Melbourne        | Australie          | Rod Laver Arena                           | Faker            |
| 21 juin 2009               | Melbourne        | Australie          | Rod Laver Arena                           | Faker            |
| 23 juin 2009               | Melbourne        | Australie          | Rod Laver Arena                           | Faker            |
| 24 juin 2009               | Melbourne        | Australie          | Rod Laver Arena                           | Faker            |
| 26 juin 2009               | Sydney           | Australie          | Sydney Entertainment Centre               | Faker            |
| 27 juin 2009               | Sydney           | Australie          | Sydney Entertainment Centre               | Faker            |
| 29 juin 2009               | Sydney           | Australie          | Sydney Entertainment Centre               | Faker            |
| 30 juin 2009               | Sydney           | Australie          | Sydney Entertainment Centre               | Faker            |
| 3 juillet 2009             | Newcastle        | Australie          | Newcastle Entertainment Centre            | Faker            |
| 4 juillet 2009             | Newcastle        | Australie          | Newcastle Entertainment Centre            | Faker            |
| 14 juillet 2009            | Melbourne        | Australie          | Rod Laver Arena                           | Evermore         |
| 15 juillet 2009            | Melbourne        | Australie          | Rod Laver Arena                           | Evermore         |
| 17 juillet 2009            | Sydney           | Australie          | Sydney Entertainment Centre               | Evermore         |
| 18 juillet 2009            | Sydney           | Australie          | Sydney Entertainment Centre               |                  |
| 22 juillet 2009            | Brisbane         | Australie          | Brisbane Entertainment Centre             | Evermore         |
| 23 juillet 2009            | Brisbane         | Australie          | Brisbane Entertainment Centre             | Evermore         |
| 25 juillet 2009            | Brisbane         | Australie          | Brisbane Entertainment Centre             | Evermore         |
| 26 juillet 2009            | Brisbane         | Australie          | Brisbane Entertainment Centre             | Evermore         |
| 27 juillet 2009[a]         | Brisbane         | Australie          | Brisbane Entertainment Centre             | Evermore         |
| 29 juillet 2009            | Melbourne        | Australie          | Rod Laver Arena                           | Evermore         |
| 30 juillet 2009            | Melbourne        | Australie          | Rod Laver Arena                           | Evermore         |
| 1er août 2009              | Melbourne        | Australie          | Rod Laver Arena                           | Evermore         |
| 2 août 2009                | Melbourne        | Australie          | Rod Laver Arena                           | Evermore         |
| 4 août 2009                | Adélaïde         | Australie          | Adelaide Entertainment Centre             | Evermore         |
| 5 août 2009                | Adélaïde         | Australie          | Adelaide Entertainment Centre             | Evermore         |
| 7 août 2009                | Perth            | Australie          | Burswood Dome                             | Evermore         |
| 8 août 2009                | Perth            | Australie          | Burswood Dome                             | Evermore         |
| 10 août 2009               | Adélaïde         | Australie          | Adelaide Entertainment Centre             | Evermore         |
| 11 août 2009               | Adélaïde         | Australie          | Adelaide Entertainment Centre             | Evermore         |
| 13 août 2009               | Melbourne        | Australie          | Rod Laver Arena                           | Evermore         |
| 14 août 2009               | Melbourne        | Australie          | Rod Laver Arena                           | Evermore         |
| 16 août 2009               | Canberra         | Australie          | AIS Arena                                 | Evermore         |
| 17 août 2009               | Canberra         | Australie          | AIS Arena                                 | Evermore         |
| 19 août 2009               | Melbourne        | Australie          | Rod Laver Arena                           | Evermore         |
| 20 août 2009               | Melbourne        | Australie          | Rod Laver Arena                           | Evermore         |
| 22 août 2009               | Wollongong       | Australie          | WIN Entertainment Centre                  | Evermore         |
| 23 août 2009               | Wollongong       | Australie          | WIN Entertainment Centre                  | Evermore         |
| 25 août 2009               | Brisbane         | Australie          | Brisbane Entertainment Centre             | Evermore         |
| 26 août 2009               | Brisbane         | Australie          | Brisbane Entertainment Centre             | Evermore         |
| 28 août 2009               | Sydney           | Australie          | Acer Arena                                | Evermore         |
| 29 août 2009               | Sydney           | Australie          | Acer Arena                                | Evermore         |
| Étape 3 — Amérique du Nord |                  |                    |                                           |                  |
| 15 septembre 2009[b]       | Seattle          | États-Unis         | KeyArena                                  | The Ting Tings   |
| 17 septembre 2009          | San José         | États-Unis         | SAP Center at San Jose                    | The Ting Tings   |
| 18 septembre 2009          | Los Angeles      | États-Unis         | Staples Center                            | The Ting Tings   |
| 20 septembre 2009          | Glendale         | États-Unis         | Jobing.com Arena                          | The Ting Tings   |
| 23 septembre 2009          | Dallas           | États-Unis         | American Airlines Center                  | The Ting Tings   |
| 24 septembre 2009          | Houston          | États-Unis         | Toyota Center                             | The Ting Tings   |
| 26 septembre 2009          | Rosemont         | États-Unis         | Allstate Arena                            | The Ting Tings   |
| 28 septembre 2009          | Fairfax          | États-Unis         | Patriot Center                            | The Ting Tings   |
| 30 septembre 2009          | Toronto          | Canada             | Centre Air Canada                         | The Ting Tings   |
| 2 octobre 2009             | Boston           | États-Unis         | TD Garden                                 | The Ting Tings   |
| 3 octobre 2009             | Philadelphie     | États-Unis         | Wells Fargo Center (Philadelphie)         | The Ting Tings   |
| 5 octobre 2009             | New York         | États-Unis         | Madison Square Garden                     | The Ting Tings   |
| Étape 4 — Europe           |                  |                    |                                           |                  |
| 14 octobre 2009            | Dublin           | Irlande            | The O2                                    | Evermore         |
| 15 octobre 2009            | Dublin           | Irlande            | The O2                                    | Evermore         |
| 17 octobre 2009            | Belfast          | Royaume-Uni        | Odyssey Arena                             | Evermore         |
| 18 octobre 2009            | Belfast          | Royaume-Uni        | Odyssey Arena                             | Evermore         |
| 20 octobre 2009            | Glasgow          | Royaume-Uni        | Scottish Exhibition and Conference Centre | Evermore         |
| 21 octobre 2009            | Glasgow          | Royaume-Uni        | Scottish Exhibition and Conference Centre | Evermore         |
| 23 octobre 2009            | Manchester       | Royaume-Uni        | Manchester Evening News Arena             | Evermore         |
| 24 octobre 2009            | Manchester       | Royaume-Uni        | Manchester Evening News Arena             | Evermore         |
| 25 octobre 2009[c]         | Manchester       | Royaume-Uni        | Manchester Evening News Arena             | Evermore         |
| 27 octobre 2009            | Liverpool        | Royaume-Uni        | Liverpool Echo Arena                      | Evermore         |
| 28 octobre 2009            | Sheffield        | Royaume-Uni        | Sheffield Arena                           | Evermore         |
| 30 octobre 2009            | Birmingham       | Royaume-Uni        | National Indoor Arena                     | Evermore         |
| 31 octobre 2009            | Birmingham       | Royaume-Uni        | National Indoor Arena                     | Evermore         |
| 2 novembre 2009            | Newcastle        | Royaume-Uni        | Metro Radio Arena                         | Evermore         |
| 3 novembre 2009            | Nottingham       | Royaume-Uni        | Trent FM Arena Nottingham                 | Evermore         |
| 5 novembre 2009            | Anvers           | Belgique           | Palais des Sports d'Anvers                | Evermore         |
| 7 novembre 2009            | Copenhague       | Danemark           | Forum Copenhagen                          | Evermore         |
| 9 novembre 2009            | Oslo             | Norvège            | Oslo Spektrum                             | Evermore         |
| 10 novembre 2009           | Stockholm        | Suède              | Ericsson Globe                            | Evermore         |
| 12 novembre 2009           | Helsinki         | Finlande           | Hartwall Arena                            | Evermore         |
| 19 novembre 2009           | Prague           | République tchèque | O2 Arena                                  | Evermore         |
| 20 novembre 2009           | Francfort        | Allemagne          | Festhalle Frankfurt                       | Evermore         |
| 22 novembre 2009           | Munich           | Allemagne          | Olympiahalle                              | Evermore         |
| 23 novembre 2009           | Fribourg         | Allemagne          | Messe Freiburg                            | Evermore         |
| 25 novembre 2009           | Stuttgart        | Allemagne          | Hanns-Martin-Schleyer-Halle               | Evermore         |
| 26 novembre 2009           | Erfurt           | Allemagne          | Messe Erfurt                              | Evermore         |
| 28 novembre 2009           | Düsseldorf       | Allemagne          | ISS Dome                                  | Evermore         |
| 30 novembre 2009           | Oberhausen       | Allemagne          | König Pilsener Arena                      | Evermore         |
| 2 décembre 2009            | Zurich           | Suisse             | Hallenstadion                             | Evermore         |
| 3 décembre 2009            | Zurich           | Suisse             | Hallenstadion                             | Evermore         |
| 5 décembre 2009            | Esch-sur-Alzette | Luxembourg         | Rockhal                                   | Evermore         |
| 6 décembre 2009[d]         | Rotterdam        | Pays-Bas           | Ahoy Rotterdam                            | Evermore         |
| 8 décembre 2009            | Londres          | Royaume-Uni        | O2 Arena                                  | Evermore         |
| 10 décembre 2009           | Londres          | Royaume-Uni        | O2 Arena                                  | Evermore         |
| 12 décembre 2009[e]        | Brême            | Allemagne          | AWD Dome                                  | Evermore         |
| 13 décembre 2009[f]        | Dortmund         | Allemagne          | Westfalenhalle                            | Evermore         |
| 15 décembre 2009[g]        | Genève           | Suisse             | SEG Geneva Arena                          | Evermore         |
| 17 décembre 2009           | Vienne           | Autriche           | Wiener Stadthalle                         | Evermore         |
| 19 décembre 2009           | Stuttgart        | Allemagne          | Hanns-Martin-Schleyer-Halle               | Evermore         |
| 20 décembre 2009[h]        | Hanovre          | Allemagne          | TUI Arena                                 | Evermore         |